# Nam Tất
Nam Tất (chữ Hán: 南必; tiếng Mông Cổ: ᠨᠠᠮᠪᠢ, Chuyển tự Latinh: Nambui; ? - sau năm 1294), cũng gọi Nam Bỉ (南比; Nánbǐ), Hoằng Cát Lạt thị, là Hoàng hậu thứ hai của Nguyên Thế Tổ Hốt Tất Liệt - vị Hoàng đế đầu tiên của triều đại nhà Nguyên trong lịch sử Trung Quốc. 

## Tiểu sử
Hoàng hậu thuộc bộ tộc Hoằng Cát Lạt, theo Nguyên sử thì bà là con gái của Tiên Đồng (仙童), cháu nội của Tế Ninh Trung Vũ vương Án Trần, nhưng Tân Nguyên sử ghi có khả năng bà là con gái Án Trần. Theo vai vế, Nam Tất là cháu gái hoặc em gái của Sát Tất - Hoàng hậu đầu tiên của Hốt Tất Liệt.
Năm Chí Nguyên thứ 18 (1281), Hoàng hậu Sát Tất băng thệ. Năm thứ 20 (1283), Hốt Tất Liệt theo di nguyện của cố Hoàng hậu, tái hôn với nữ nhân Hoàng Cát Lạt bộ là Nam Tất, ban sách bảo Hoàng hậu. Theo quy định hậu cung nhà Nguyên, Hoàng đế được phép lập nhiều Hoàng hậu một lúc, nhưng chỉ có Hoàng hậu nhận sách bảo mới được xem là Trung cung Hoàng hậu, tức chính thất vợ cả. Nam Tất sinh cho Hốt Tất Liệt Hoàng tử thứ 11, cũng là con trai út của ông, đặt tên Thiết Miệt Xích (铁蔑赤). 
Sử sách không ghi nhiều về hành trang của Nam Tất, có lẽ bà qua đời sau năm 1294, tức sau khi Hốt Tất Liệt mất. Khi ấy Hốt Tất Liệt tuổi già, Tể tướng và đại thần không tiện gặp Hoàng đế, Nam Tất thân là Hoàng hậu đứng ra làm cầu nối, mọi sự muốn tấu đều thông qua bà, do đó có thể nói bà có ảnh hưởng nhất định với chính sự nhà Nguyên vào lúc này.